# ارتفاع عن مستوى البحر

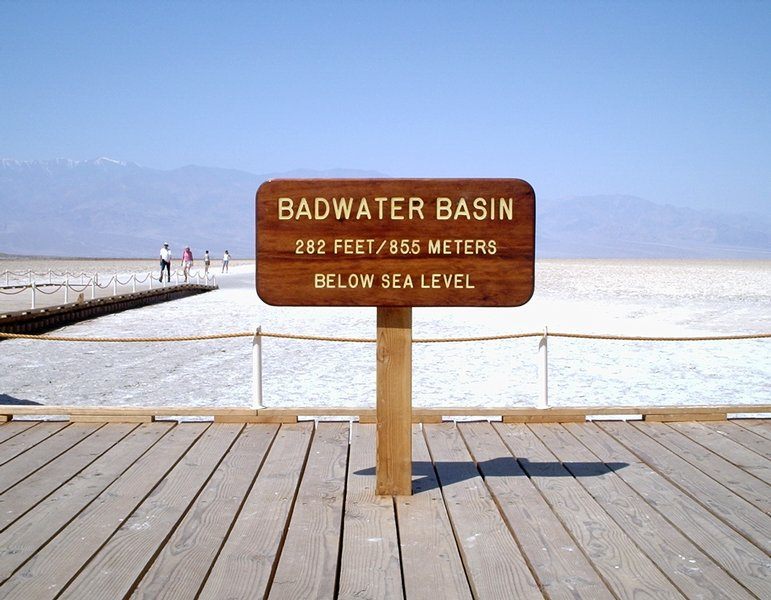
نقطة بادووتر بكاليفورنيا، وهي نقطة تنخفض 86 متر عن مستوى سطح البحر.

يُنسب الارتفاع سواء لتضاريس الأرض أو في الجو إلى الارتفاع عن متوسط سطح البحر. اتخذ متوسط مستوى البحر كمقياس لتحديد تضاريس الأرض والارتفاع، حيث يمثل مستوى سطح البحر الارتفاع صفر.
وقد استخدم هذا التعريف خلال القرنين الثامن عشر والتاسع عشر لوصف ارتفاع مملكة بأكملها أو أحد البلاد.

## استخداماته
تظهر أهمية معرفة الارتفاع عن مستوى البحر عند بناء القنوات، كما استخدمت الإذاعة البريطانية معرفة الارتفاع بغرض تحديد دائرة وصول بثها الإذاعي. ورغم أن بلادا كثيرة يبلغ الفرق فيها بين المد والجزر عدة أمتار إلا أنه من الممكن تعيين متوسط ارتفاع سطح البحر عندها عن طريق بعض القياسات الفيزيائية.